# Giardino botanico litoraneo di Porto Caleri
Il giardino botanico litoraneo di Porto Caleri conosciuto anche come giardino botanico litoraneo del Veneto, istituito il 16 giugno 1991, è una riserva naturale e un giardino botanico situata a Porto Caleri, lembo estremo del litorale di Rosolina Mare. 
Il giardino botanico è incluso nel Parco regionale veneto del Delta del Po.
La visita al giardino, che si può compiere lungo un percorso che si snoda tra la pineta, le dune e i piccoli stagni per raggiungere infine la spiaggia e poi la laguna, permette di capire come cambino gli ambienti e come si modifichi la vegetazione. 

## Storia

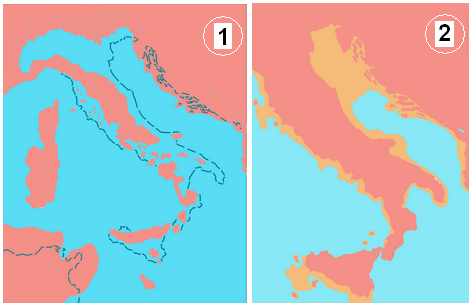
Il territorio italiano tra il pliocene e la glaziazione Würm.

La formazione di questo tratto di litorale è connessa alle vicende geologiche del Delta del Po che cominciò a formarsi alla fine dell'era geologica del Terziario, quando dalle Alpi e dagli Appennini, che avevano completato il loro sollevamento, vennero erosi enormi volumi rocciosi; i sedimenti trasportati dai fiumi si depositarono nel grande golfo padano che nell'era del pliocene si estendeva a ovest fino all'attuale Piemonte. 
Con il Quaternario e le conseguenti glaciazioni il livello del mare si abbassò di 150 m facendo affiorare la regione della Padania e l'alto Adriatico fino alla congiungente Ancona-Zara. Con l'era post-glaciale le acque tornarono a salire fino al livello attuale. I materiali accumulati nel frattempo provengono tutti dal Po e dagli altri fiumi principali (Adige e Bacchiglione). Sempre durante l'era Quaternaria e le numerose glaciazioni con i rispettivi periodi interglaciali caratterizzati da un clima più mite si verificarono importanti modifiche nella vegetazione. 
Con la seconda glaciazione (Glaciazione Mindel) la lussureggiante vegetazione termofila che aveva fino ad allora beneficiato delle temperature favorevoli venne spazzata via cedendo il posto a pini e betulle che a loro volta, sul finire del periodo, furono relegati nelle zone montuose cedendo il posto a boschi misti di latifoglie e conifere. 
L'ultima glaciazione, detta würmiana, fu di particolare intensità e, come avvenne nel resto della pianura Padana, anche i litorali adriatici ospitarono formazioni sub-artiche a pino silvestre, mugo e cembro. Al termine del periodo freddo si svilupparono nuovamente le querce (circa 10.000-8.000 a.C.)  fino alla comparsa del quercocarpineto (5500-2500 a.C.) che costituirebbe la vegetazione forestale tipica della pianura Padana se l'intenso sfruttamento antropico delle aree di pianura non l'avesse limitata a pochi elementi. 
Col passare dei secoli la vegetazione dei litorali assunse la fisionomia attuale, alterata e poi radicalmente cambiata, dall'intervento antropico. I primi grandi trasformatori del paesaggio naturale furono i romani che modificarono intere zone d'Europa e il litorale alto Adriatico non ne fu escluso. Si adoperarono attivamente nella sostituzione delle foreste primitive con pinete. Nel medioevo queste formazioni litorali vennero modificate durante le invasioni barbariche (incendi ecc...). Più tardi, durante la guerra di Chioggia (1378-1381), i genovesi devastarono i boschi del litorale veneziano e dell'entroterra portando a un visibile disboscamento. Proprio a causa della deforestazione delle colline e della pianura iniziò l'interrimento della laguna. 
Per contrastare questo fenomeno i veneziani portarono a compimento immani opere idrauliche: i fiumi Piave e Sile vennero deviati verso Nord, il Bacchiglione, il Brenta e l'Adige verso Sud. Col taglio di Porto Viro (1598-1604) cominciò l'emersione delle terre che oggi costituiscono la fascia litoranea; ciò nonostante alla fine del XIX secolo rimanevano solo pochi lembi di bosco. Solo nella prima metà del '900, a seguito di imponenti opere di bonifica e rimboschimento, i boschi riconquistarono nuove superfici. Contemporaneamente però si verificò il fenomeno opposto nelle zone balneari che, con il fiorire delle attività e con la conseguente, massiccia, urbanizzazione le aree litorali furono profondamente modificate e la vegetazione naturale fu in gran parte eliminata.
Il giardino è stato realizzato dalla Regione Veneto nel 1990 in un'area in seguito dichiarata Sito di Importanza Comunitaria (SIC). È gestito dal Servizio Forestale Regionale di Padova e Rovigo in collaborazione con l'Università degli Studi di Padova.

## Descrizione

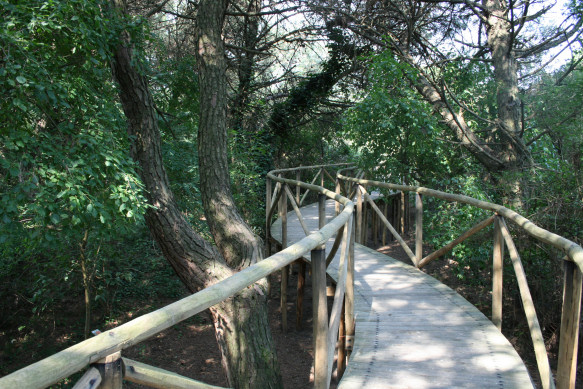
Percorso attraverso il Giardino Botanico Litoraneo, Porto Caleri

Il giardino si estende su circa 44 ettari e ha lo scopo  di conservare un ambiente naturale spontaneo, in cui sono ben visibili le diverse conformazioni dell'ambiente e della vegetazione man mano che ci si sposta dalla pineta alle dune e dalla spiaggia alla laguna. Diversamente da un orto botanico, gli interventi umani si limitano alla manutenzione e alla messa in sicurezza dei sentieri che ne permettono la visita. 
Per questa ragione il sottobosco non viene toccato permettendone così la naturale decomposizione che favorisce la formazione dello strato di humus necessario alle piante per alimentarsi. Esso è costituito da sottili strisce di dune sabbiose tra la foce dell'Adige e il Po di Levante; contiene vegetazione delle sabbie liquefatte e delle paludi salmastre, e boschi di pino e olmo. Complessivamente, contiene una dozzina di ecosistemi con circa 220 specie di piante, e questa straordinaria biodiversità è dovuta ai diversi ambienti che, dal mare alla laguna, variano in base alle caratteristiche chimico-fisiche presenti (vento, salinità, umidità, temperatura, altezza ed età delle dune). 
Tre sentieri di lunghezza differente ad andamento circolare e contigui, in parte realizzati su palafitte, consentono di osservare da vicino l'ambiente: il più breve (600 m) interessa particolarmente la pineta, quello intermedio (1 650 m) che va dal litorale alle dune interne ad esclusione della zona salmastra e il più lungo (2 850 m) che li include tutti: pineta, sabbie, macchia mediterranea e zone umide.

### Spiagge e dune

#### Vegetazione

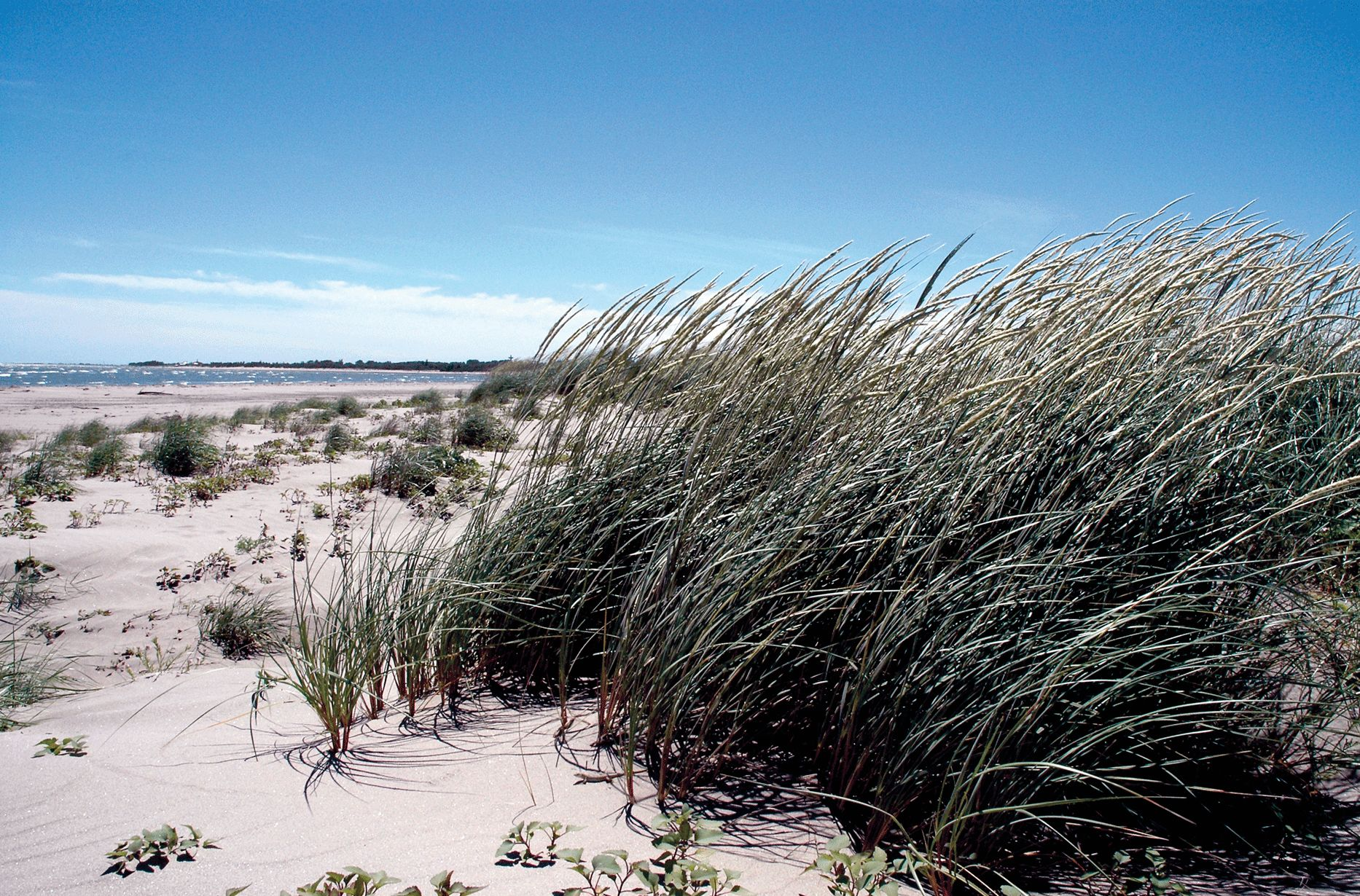
Spiaggia di Porto Caleri

A ridosso del mare le condizioni di vita per la vegetazione sono particolarmente difficili per via dell'effetto della salsedine, dell'assenza di sostanze nutritive e dell'azione del vento. Dove il mare non riesce ad arrivare, si insedia una vegetazione formata da piante psammofile fra le quali il ravastrello (Cakile maritima), la calcatreppola (Xanthium italicum) e la salsola. Sulla battigia sono presenti solo piante annuali, che muoiono alla fine di ogni stagione di crescita e si riproducono solo per seme. 
Sulle prime dune la flora è arricchita da specie come lo zigolo (Cyperus capitatus), la gramigna delle spiagge (Cynodon dactylon) e il vilucchio marittimo (Calystegia soldanella). Sulla cima delle dune si trova l'ammofileto (Ammophila arenaria) che contribuisce allo sviluppo delle dune stesse grazie al costituirsi della barriera del vento. Si trovano inoltre l'eringio marittimo (Eryngium maritimum) di colore blu livido, il finocchio marino (Echinophora spinosa) e l'apocino veneto (Apocynum venetum). 
Sulle dune arretrate e stabilizzate attecchiscono muschi e licheni che, mantenendo l'umidità invernale, garantiscono la germinazione dei semi. Nella fascia retrodunale, a seconda del grado di stabilizzazione delle dune, si possono osservare specie come il paleo (Vulpia membranacea), la vedovina delle spiagge (Scabiosa argentea), e il raro fiordaliso di Tommasini (Centaurea tommasinii).

#### Fauna
Sulla battigia si osservano per lo più animali di passaggio come vespe, gabbiani e piccoli granchi. Tra gli insetti che frequentano la battigia ci sono le cicindele, coleotteri dai riflessi metallici che si cibano di piccoli molluschi e crostacei. Sulle sabbie delle dune costiere nidificano alcune specie di uccelli, tra i quali l fratino (Charadrius alexandrinus): essendo le sue uova marroncine picchiettate di scuro molto mimetiche e deposte sulla sabbia, è bene rispettare i segnali di divieto ed evitare di camminare nelle aree di nidifcazione. Il gabbiano comune (Chroicocephalus ridibundus), il gabbiano reale zampegialle (Larus michahellis) e il raro gabbiano roseo (Chroicocephalus genei) possono essere visti sulla spiaggia o in mare. Il grazioso fraticello (Sternula albifrons) spesso frequenta le dune bianche. 
In alcuni periodi dell'anno si possono osservare  miriadi di piccole chiocciole striate (in particolare Theba pisana) ricoprire letteralmente la vegetazione (culmi di ammophila e altre erbe secche) per sottrarsi alla calura della sabbia. 
Con l'evoluzione della duna, si osserva un aumento della componente zoo cenotica, specialmente per quanto riguarda i rettili e gli insetti. Fra i rettili, è possibile trovare la lucertola campestre (Podarcis siculus), nelle zone dove la vegetazione è più fitta si può rinvenire il ramarro (Lacerta viridis) che spicca per i suoi vivissimi colori verde e azzurro.

### Macchia
Nelle zone più arretrate si propaga la vegetazione arbustiva; la specie dominante è il ginepro (Juniperus communis), che presenta galbule aromatiche di color nero-azzurro; l'olivello spinoso (Elaeagnus rhamnoides) composto da drupe aranciate a forma di sfera e la fillirea (Phillyrea angustifolia). Verso maggio si trovano i fiori del caprifoglio (Lonicera caprifolium) e numerose specie di orchidee, come il giglio caprino (Anacamptis morio) e l'ofride verde bruna (Ophrys sphegodes). Altri arbusti, importanti per l'avifauna e i micromammiferi, sono il ligustro (Ligustrum vulgare), l'agazzino (Pyracantha coccinea), il crespino (Berberis vulgaris) e il rovo (Rubus spp.).
La macchia è, inoltre, un ottimo habitat per diverse specie animali, la quale offre possibilità di riparo, di nidificazione e la presenza di cibo abbondante. Al suo interno si possono trovare diverse specie di rettili, come ad esempio: la lucertola, il ramarro e la vipera comune (Vipera aspis). Gli uccelli sono la componente faunistica visiva, come ad esempio: il ghebbio (Falco tinnunculus), l'upupa (Upupa epops), lo zigolo nero, l'occhiotto, l'averla piccola (Lanius collurio), il gruccione (Merops apiaster), il succiacapre (Caprimulgus europaeus), le farfalle di diversi colori e specie, le garzette, gli aironi, le sterne, i gabbiani e i falchi di palude. Sono presenti, inoltre, le anatre selvatiche e tra gli insetti si ricorda il formicaleone (Myrmeleon).

### Zone umide

#### Acqua salmastra
Gli ambienti della laguna sono salmastri e caratterizzati da un alto livello di salinità. Le barene, isolotti tabulari visibili nel periodo estivo, sono ricoperte da una fitta vegetazione di piante perenni, sommerse dalle alte maree durante il periodo invernale: sono solcate dai ghebi, piccoli canali sul cui fondo sono osservabili la fauna bentonica, la flora sommersa (Zostera noltii) e le alghe. I margini di queste acque sono coperti da una pianta succulenta, denominata Salicornia veneta, e dall'astro (Aster tripolium); inoltre sono presenti i giunchi (Juncus acutus) e l'enula (Inula crithmoides).
All'interno della laguna è possibile osservare l'avifauna, nelle sue splendide e diversissime specie, tra le quali: anatre, svassi, aitoni, la garzetta (Egretta garzetta), l'airone cenerino (Ardea cinerea), gabbiani e il falco di palude. Dove l'acqua è più bassa si possono vedere il cavaliere d'Italia (Himantopus himantopus) e l'avocetta (Recurvirostra avosetta).

#### Acqua dolce
Le depressioni sono originate dall'affioramento della falda a seguito dell'assestamento e dell'erosione, con la conseguente formazione di piccoli stagni. La composizione floristica varia a seconda della salinità dell'acqua che in genere è sempre per nulla o poco salata. Con il dilavamento dei fianchi della duna si ottiene anche un arricchimento di particelle limose e argillose e a volte di humus. Questi specchi d'acqua temporanei sono popolati da specie igrofile, tra cui le tife (Typha), il falasco (Cladium mariscus) e le cannucce, tra cui quella di ravenna (Erianhus ravennae) e da  vegetazione arborea come lo spincervino (Rhamnus catharticus) e la frangola (Frangula alnus).
Questi piccoli stagni sono popolati da anfibi come il rospo smeraldino (Bufotes viridis), il rospo comune (Bufo bufo), la raganella (Hyla arborea), la rana verde (Rana klepton esculenta), la rana agile (Rana dalmatina) oltre ad alcuni rettili acquatici come la biscia d'acqua (Natrix natrix) e la testuggine palustre (Emys orbicularis), una specie in diminuzione nel resto della pianura. Nel 2005 è stata scoperta una popolazione di pelobate fosco italiano (Pelobates fuscus insubricus), anfibio presente in particolare nelle zone sabbiose della pianura Padana, tra boschi, aree agricole e risaie e tutelato da numerose leggi internazionali per il rischio di estinzione. Ciò che lo differenzia da rane e rospi sono le sue grandi dimensioni da girino (fino a 10 cm) e la pupilla verticale; vive infossato nel terreno. 
Di grande interesse è anche la presenza di tartarughe, in particolare la tartaruga di palude (Emys orbicularis). Molti molluschi popolano questi ambienti: tra quelli che vivono nell'acqua varie specie di Limneidi con conchiglia a spirale; tra i molluschi terrestri ci sono le comuni chiocciole (ad es. Cryptomphalus aspersus) e le limacce. Tra gli insetti dai colori sgargianti ci sono le libellule, di numerosi generi: le classiche libellule azzurre (Platycnemis), quelle con macchie nere sulle ali (Calopteryx); Ischnura dal corpo filiforme, e Anax, tra cui l'Anax imperator, la più grande libellula europea. Inoltre è possibile avvistare tra i volatili il martin pescatore (Alcedo atthis), intento a catturare pesci.
Questi ambienti ricchi di specie sono ormai minacciati dall'abbassamento della falda, dalle bonifiche e da altri interventi umani.

### Pineta

#### Vegetazione
Le selve costiere, considerate sacre per un lungo tempo, rimasero pressoché immutate fino all'epoca romana quando furono iniziate le prime opere di difesa dei litorali mediante l'impianto di pini. Già agli inizi del II secolo a.C. esisteva lungo il litorale alto Adriatico un bosco misto di leccio e pino. Il pino domestico (Pinus pinea), non essendo autoctono delle zone, potrebbe essere stato portato dai Paleoveneti che avevano scambi commerciali con gli Etruschi. 
I rimboschimenti più intensi, compiuti tra gli anni quaranta e cinquanta del XX secolo, hanno dato origine alle pinete attuali; la loro funzione è quella di proteggere dalla bora le colture agricole retrostanti, e di assicurare il consolidamento dei cordoni dunali litoranei. I pini, in particolare il pino marittimo (Pinus pinaster), vennero preferiti in quanto, rispetto ad altre specie, dimostravano maggior resistenza all'opera dei venti e al terreno scarso di elementi nutritivi. Le pinete di pino marittimo e pino domestico, in quanto fitocenosi pioniere, tendono a essere sostituite dalle specie indigene, sia arboree che arbustive. Nel tempo, queste formazioni si sono arricchite di elementi rari, quali le orchidee dei generi Cephalanthera, Ophrys e Orchis.

#### Fauna
La pineta offre un notevole biospazio colonizzato dalla fauna.
Tra gli uccelli troviamo la presenza del picchio rosso maggiore (Dendrocopos major), il cuculo (Cuculus canorus), l'usignolo (Luscinia megarynchos), la capinera (Sylvia atricapilla) e l'upupa (Upupa epos),  il merlo (Turdus merula), la gazza (Pica pica), il cardellino (Carduelis carduelis) ed il fringuello (Fringilla coelebs), il verzellino (Serinus serinus), il verdone (Carduelis chloris). Fuori dal periodo riproduttivo spesso riposano tra le chiome il crociere (Loxia curvirostra), il beccafico (Sylvia borin) e il pettirosso (Erithacus rubecula). Il pigliamosche (Muscicapa striata) può essere avvistato nei pressi del Centro Visite mentre colombaccio (Columba palumbus) e tortora dal collare orientale (Streptotelia decaocto) si fanno ben udire con il loro monotono canto. Tra i rapaci diurni vi sono la poiana (Buteo buteo) e lo sparviere (Accipiter nisus). Una specie di grande interesse per l'Unione Europea, che nidifica in quest'area è il succiacapre (Caprimulgus europaeus) uccello mimetico e notturno. Notturni sono anche il gufo (Asio otus) e la civetta (Athene noctua).
I rettili presenti sono gli stessi della macchia con l'aggiunta del biacco maggiore (Hierophis viridiflavus).
Anche i mammiferi possono ritrovarsi in entrambi gli ambienti: tra questi ritroviamo il riccio (Erinaceus europaeus), la talpa (Talpa europaea), il topo selvatico (Apodemus sylvaticus), il moscardino (Muscardinus avellanarius), la donnola (Mustela nivalis), la faina (Martes foina), il tasso (Meles meles), la lepre (Lepus europaeus), la volpe (Vulpes vulpes). Inoltre, sono stati segnalati esemplari di daino (Dama dama) provenienti probabilmente dall'isola di Albarella, in cui la specie, non autoctona, è presente in stato di semilibertà.
In questo ambiente prospera l'entomofauna con specie strettamente legate agli aghi o a giovani rametti come gli afidi lacnidi Cinara spp. e Leucaspis spp nonché il coleottero Tomicus piniperda (sin. = Blastophagus piniperda) specialmente sul pino marittimo. Sono presenti numerosi lepidotteri come la processionaria del pino (Thaumetopoea pityocampa) e Rhyacionia buoliana su giovani pinete. Ritroviamo anche coleotteri curculionidi, caratterizzati da un lungo “becco” sul capo che li fa assomigliare a piccoli elefanti. Le formiche, quali Camponotus vagus, prosperano fra la lettiera e possiedono, nell'ecosistema forestale, un ruolo di primaria importanza: possono infatti essere assimilate agli “spazzini” del bosco che rimuovono ogni tipo di residuo. La presenza di formiche e insetti del legno e della corteccia costituisce la base alimentare di numerosi animali.